# James McBride (író)
James McBride (Brooklyn, 1957. szeptember 11. vagy 1957. szeptember 4. –) amerikai író és zenész. A The Good Lord Bird című regényéért 2013-ban elnyerte az Nemzeti Könyvdíjat a szépirodalomért.

## Fiatalkora
McBride apja, Andrew D. McBride tiszteletes (1911. augusztus 8. – 1957. április 5.) afro-amerikai volt; 45 éves korában rákban halt meg. Édesanyja, Ruchel Dwajra Zylska (a neve Rachel Deborah Shilsky-re, később Ruth McBride Jordanre változott; 1921. április 1. – 2010. január 9.) zsidó bevándorló volt Lengyelországból. James hét éves koráig a brooklyni Red Hook lakótelepen nevelkedett hétéves koráig, és Ruth első házasságából született utolsó gyermeke, Andrew McBride tiszteletes 12 gyermeke közül a nyolcadik.
McBride kijelenti:
"Büszke vagyok a zsidó történelmemre....Technikailag azt hiszem, azt lehetne mondani, hogy zsidó vagyok, mivel anyám zsidó volt... de megtért (a kereszténységre). A kérdést tehát a teológusoknak kell megválaszolniuk. ... Reggelente boldogan kelek fel, hogy élek."
Emlékirata, a The Color of Water: A Black Man's Tribute to His White Mother (A víz színe : Egy fekete férfi tisztelgése fehér édesanyja előtt, 1995) leírja családtörténetét és az anyjával való kapcsolatát.
McBride 1979-ben diplomázott az Oberlin College-ban, újságírói diplomáját pedig a Columbia University Graduate School of Journalism-en szerezte meg 1980-ban.

## Karrier

### Könyvek és forgatókönyvek
McBride jól ismert 1995-ös visszaemlékezéséről, a The Color of Water bestseller-könyvéről, amely leírja életét egy nagy, szegény amerikai-afrikai családban, amelyet etnikailag zsidó anya vezetett. Az asszony szigorú volt, és egy ortodox rabbi lánya. Andrew McBride tiszteletessel kötött első házassága során áttért a keresztény hitre, és hithű keresztény lett. Az Anisfield-Wolf Book Award-díjat elnyert memoár több mint két évet töltött a The New York Times bestsellerlistáján, és amerikai klasszikussá vált. Amerika-szerte olvassák középiskolákban és egyetemeken, 16 nyelvre fordították le, és több mint 2,1 millió példányban kelt el.
2002-ben McBride kiadott egy regényt, a Miracle at St. Anna-t, amely a túlnyomórészt afro-amerikai 92. gyalogoshadosztály történetét használja fel az olasz hadjáratban 1944 közepétől 1945 áprilisáig. A könyvet a 2008-as Miracle at St. Anna című filmbe adaptálták, rendezte: Spike Lee.
2005-ben McBride kiadta a The Process című első kötetét, egy CD-alapú dokumentumot, amely a kevéssé ismert jazz-zenészek életéről szól.
2008-ban megjelent Song Yet Sung című regénye egy rabszolgaságba esett nőről szól, akinek álmai vannak a jövőről, valamint felszabadult feketékről, rabszolgákról és fehérekről, akiknek élete egybeesik a nő életének utolsó heteit körülvevő odüsszeában. Harriet Tubman szolgált inspirációként a könyvhöz, amely fiktív módon mutatja be azt a kommunikációs kódot, amelyet a rabszolgák használtak, hogy segítsék a szökevényeket a szabadság elérésében. A Maryland keleti partján történt valós eseményeken alapuló könyvben a hírhedt bűnöző, Patty Cannon is szerepelt gonosztevőként.
2012-ben McBride együtt írta és készítette a Red Hook Summert (2012) Spike Lee-vel.
2013 júliusában McBride a Rock Bottom Remainders többi tagjával közösen írta meg a Hard Listening (2013) című kötetet (kiadó: Coliloquy). 2013 augusztusában jelent meg a The Good Lord Bird című regénye a Riverhead Books gondozásában. A mű a hírhedt abolicionista John Brown életét részletezi. Elnyerte a 2013-as National Book Award for fiction díjat.
2016. szeptember 22-én Barack Obama elnök a 2015-ös National Humanities Medal kitüntetést adományozta McBride-nak "az Amerikában folyó faji viták bonyolultságának humanizálásáért". Saját, egyedülállóan amerikai történetéről szóló írásaival, valamint közös történelmünk által megalapozott szépirodalmi műveivel, megindító történeteivel a szerelem az amerikai család karakterét jeleníti meg.”

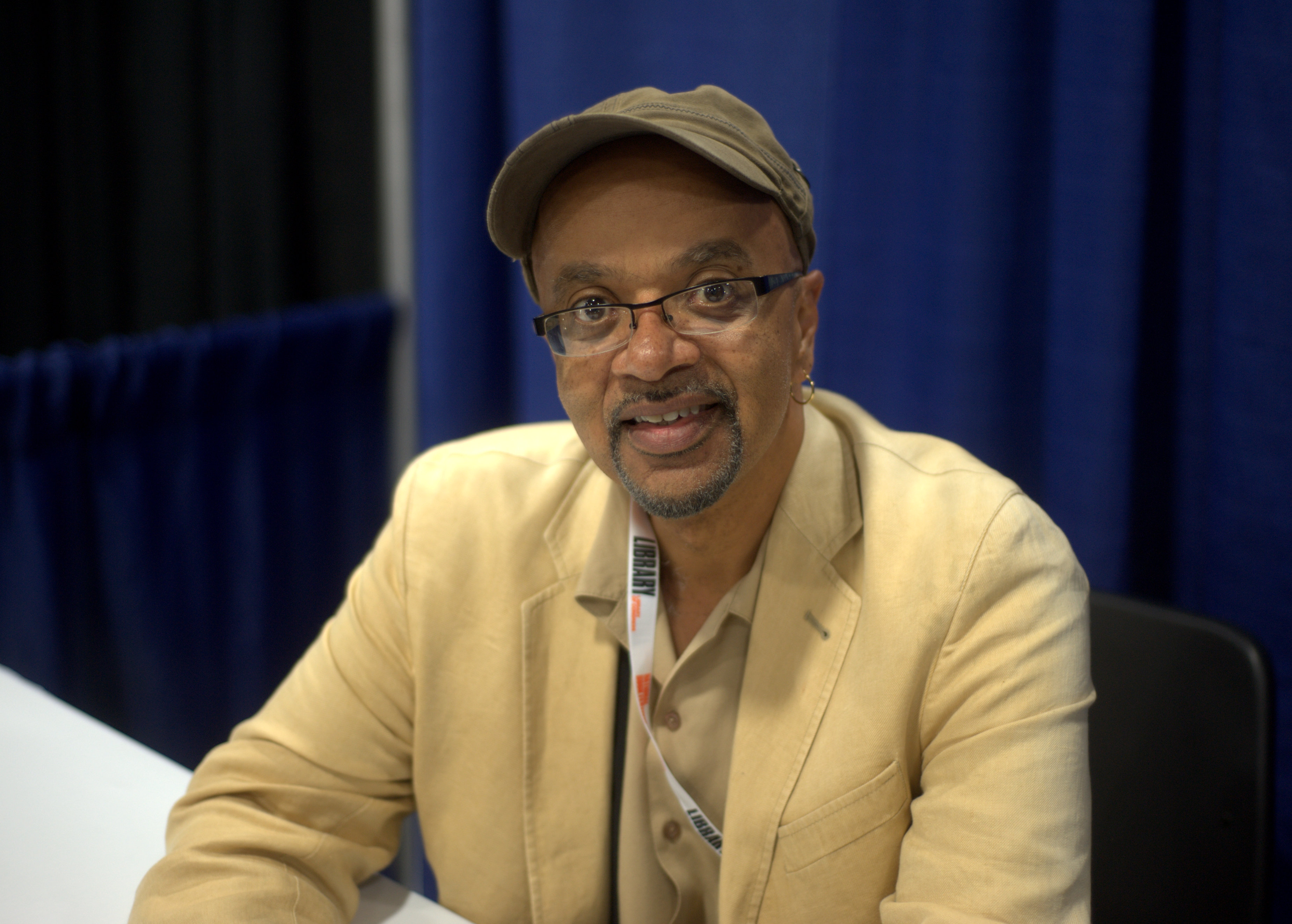
McBride 2018-ban

2020 decemberében Emily Temple, a Literary Hub munkatársa arról számolt be, hogy Deacon King Kong című regénye 16 listán szerepelt 2020 legjobb könyvei között, 2021 februárjában pedig elnyerte az Andrew Carnegie Medal for Excellence in Fiction díjat. 2021-ben a Deacon King Kong elnyerte az Anisfield-Wolf Book Award for fiction díjat és beválasztották az Oprah's Book Clubba.

### Szaxofonos és zeneszerző
McBride a Rock Bottom Remainders tenorszaxofonosa, egy bestseller szerzőkből álló csoport, akik egyben zenészek is. "Remélhetőleg" - mondja McBride - "a csoport végleg visszavonult." Szaxofonosként is turnézott a jazzlegendával, Little Jimmy Scott-tal, és van saját zenekara, amely eklektikus zenei keveréket játszik. Írt dalokat Anita Bakernek, Grover Washington Jr.-nek, Pura Fé-nek és Gary Burtonnak. McBride komponálta a főcímzenét a Clint Harding Network-hez, Jonathan Demme New Orleans-i dokumentumfilmjéhez, a Right to Return-hez és Ed Shockley Bobos című off-Broadway musicaljéhez.
McBride 1993-ban megkapta az Amerikai Zenei Színházi Fesztivál Stephen Sondheim-díját, 1996-ban az American Arts and Letters Richard Rodgers-díjat, 1996-ban pedig az első ASCAP Richard Rodgers Horizons-díjat.

## Magánélete
McBride a New York Egyetem kiváló rezidens írója. Volt feleségétől három gyermeke van, New York Cityben és Lambertville-ben, New Jerseyben él.

## Könyvei
- The Color of Water: A Black Man's Tribute to His White Mother (1995)
- Miracle at St. Anna (2002)
- Song Yet Sung (2008)
- The Good Lord Bird (2013)
- Kill 'Em and Leave: Searching for James Brown and the American Soul (2016)
- Five-Carat Soul (2017)
- Deacon King Kong (2020)
- The Heaven & Earth Grocery Store (2023)

### Magyarul megjelent
- A víz színe (The Color of Water) – Trivium, Budapest, 2001 · ISBN 9639367001 · Fordította: Süle Gábor
- King Kong diakónus (Deacon King Kong) – Magvető, Budapest, 2022 · ISBN 9789631442038 · Fordította: Pék Zoltán

## Filmek
- Miracle at St. Anna (2008)[25]
- Red Hook Summer (2012)[26]
- The Good Lord Bird (2020)[27]

## Fordítás
- Ez a szócikk részben vagy egészben  a   James McBride című angol Wikipédia-szócikk fordításán alapul.  Az eredeti cikk szerkesztőit annak laptörténete sorolja fel. Ez a jelzés csupán a megfogalmazás eredetét és a szerzői jogokat jelzi, nem szolgál a cikkben szereplő információk forrásmegjelöléseként.